# Data East
Data East，也簡稱DECO（的縮寫），是日本一家已倒閉的公司，為福田哲夫創立於1976年4月20日，總部位於東京都杉並区的南荻窪。
Data East以街機的電子遊戲開發為主要業務，全盛期為1980年代到1990年代初期，所開發的遊戲往往具有獨樹一格的創意，甚至到了被認為古怪的程度，在日本遂有「DECO Game」（デコゲー）的特稱。1980年還率業界之先，推出了可更換遊戲卡匣的遊戲機基板「DECO卡匣系統」，至今仍有使用。
Data East的經營也如同其遊戲一樣十分多元，除了跨足較為相關的彈珠台研製之外，也投入衛星電話等各種通訊設備的製造，甚至還涉入和本業無關的松茸栽培與防毒面具製造等。進入1990年代後，隨著泡沫經濟的崩潰與新世代電子遊戲的興起，Data East的業績日益衰退。1998年退出街機市場的翌年（1999年）11月，負債33億日圓的Data East便聲請債務協商，開始企業重整，並投入負離子產生設備的新事業以圖再興，然而最終還是欲振乏力，於2003年4月向東京地方法院申請破產，同年6月25日宣告破產倒閉。不過，Data East公司破產後所創造的遊戲版權絕大部份被日本手機遊戲公司G-Mode於2004年2月接收，轉戰手機遊戲這塊新興市場，同時亦擁有Data East商標。

## 相關企業
- Technōs Japan - 由自Data East出走的瀧邦夫獨立所創設。
- Idea Factory - 由Data East的原職員太田康一和桑名真吾所創設。
- Paon - 从Data East取得了海格力斯的榮光系列、Karnov、Chelnov和空牙三部曲的版權以及位於宮城縣仙台市的開發室。
- Cattle Call（英语：Cattle Call (company)） - 由Data East的開發團隊所創設。開發過《坦克戰記3》以及《坦克戰記2：重裝上陣》。
- 亚克系统 - 侦探 神宫寺三郎系列（英语：Jake Hunter）的版权在2002年曾由WorkJam（英语：WorkJam）所有，WorkJam在2012年倒闭后由Expris一时所有，亚克系统在2016年12月20日取得包括侦探 神宫寺三郎系列在内的WorkJam版权。
- KADOKAWA - 曾擁有重装机兵系列的版权（透過子公司enterbrain取得，2013年10月1日併入KADOKAWA）。
- Cygames - 2022年7月29日起重装机兵系列的版权由Cygames所有。